# Brigitta Boccoli
Brigitta Boccoli (* 5. Mai 1972 in Rom) ist eine italienische Theater- und Filmschauspielerin.
Ihre ältere Schwester Benedicta ist ebenfalls Schauspielerin. Anfang der 1980 wurde Brigitta Boccoli als Kinder/Jugenddarstellerin für Fernseh- und Filmproduktionen aktiv. Sie spielte in Amulett des Bösen und Das blonde Mysterium mit. In den 1990er Jahren wurde sie auch als Theater-Schauspielerin tätig. 2002 spielte sie in der Seifenoper Cuori rubati als „Marina Sensi“.

## Filmografie (Auswahl)
- 1982: Amulett des Bösen (Manhattan Baby)
- 1985: Das blonde Mysterium (La ragazza dei lillà)
- 1987: Com’è dura l’avventura
- 1991: Nostalgia di un piccolo grande amore
- 2001: Una donna per amico (Fernsehserie, 13 Folgen)
- 2002: Cuori rubati (Fernsehserie, 40 Folgen)
- 2003: Gli angeli di Borsellino
- 2006: Olè